# Poche de Kholm
Seconde Guerre mondiale
Batailles
Front de l’Est

Prémices :
- Campagne de Pologne
- Guerre d'Hiver

Guerre germano-soviétique :
- 1941 : l'invasion de l'URSS

- Opération Barbarossa

Front nord : 
- Guerre de Continuation
- Opération Silberfuchs
- Siège de Léningrad

Front central : 
- 2e bataille de Brest-Litovsk
- Bataille de Białystok–Minsk
- 1re bataille de Smolensk
- Bataille de Kiev

Front sud : 
- Siège d'Odessa
- Campagne de Crimée

- 1941-1942 : la contre-offensive soviétique

Front nord : 
- Poche de Demiansk
- Poche de Kholm

Front central : 
- Bataille de Moscou

Front sud : 
- Seconde bataille de Kharkov

- 1942-1943 : de Fall Blau à la 3e bataille de Kharkov

Front nord : 
- Offensive de Siniavino
- Opération Iskra
- Bataille de Krasny Bor
- Opération Poliarnaïa Zvezda

Front central : 
- Opération Mars

Front sud : 
- Bataille du Caucase (opération Fall Blau)
- Bataille de Stalingrad
- Opération Uranus
- Opération Saturne
- Offensive d'Ostrogojsk-Rossoch
- Offensive de Voronej-Kastornoe
- Opération Gallop
- Opération Étoile
- Troisième bataille de Kharkov

- 1943-1944 : libération de l'Ukraine et de la Biélorussie

Front central : 
- 2e bataille de Smolensk
- Opération Bagration

Front sud : 
- Bataille de Koursk
- Bataille du Dniepr
- Offensive Dniepr-Carpates
- Offensive de Crimée
- Offensive de Lvov-Sandomir

- 1944-1945 : campagnes d'Europe centrale et d'Allemagne

Allemagne : 
- Offensive Vistule-Oder
- Offensive de Poméranie orientale
- Siège de Breslau
- Offensive de Prusse-Orientale
- Bataille de Königsberg
- Bataille de Seelow
- Bataille de Bautzen
- Bataille de Berlin
- Capitulation allemande

Front nord et Finlande : 
- Guerre de Laponie
- Offensive Leningrad-Novgorod
- Bataille de Narva

Europe orientale : 
- Opération Margarethe
- Insurrection de Varsovie
- Soulèvement national slovaque
- Opération Panzerfaust
- Bataille de Budapest
- Opération Frühlingserwachen
- Offensive de Vienne
- Insurrection de Prague
- Offensive de Prague
- Bataille de Slivice

Front d’Europe de l’Ouest

Campagnes d'Afrique, du Moyen-Orient et de Méditerranée

Bataille de l’Atlantique

Guerre du Pacifique

Guerre sino-japonaise

Théâtre américain
La poche de Kholm est un combat d’encerclement de forces allemandes par les forces soviétiques qui s’est déroulé du 23 janvier au 5 mai 1942, pendant la Seconde Guerre mondiale.

## Préambule

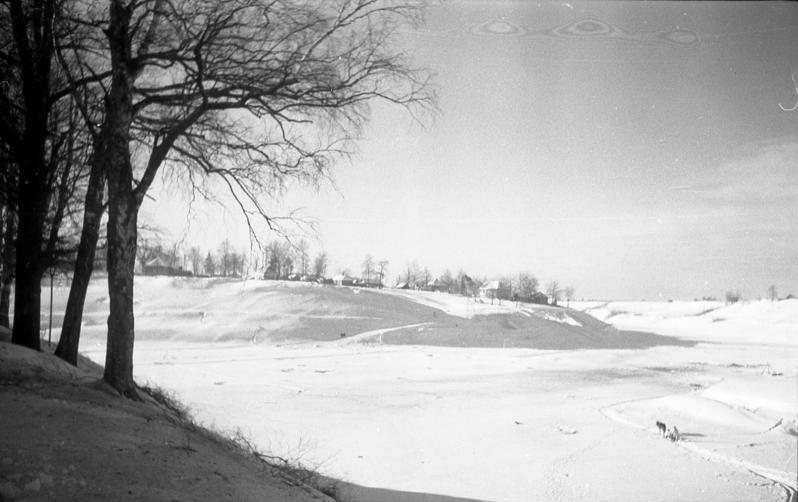
Photographie du terrain en janvier 1942

Dans le cadre de l'offensive d'hiver 1941-1942, et afin de desserrer l'emprise allemande sur Leningrad, le 8 janvier 1942, les Soviétiques partent à l’attaque des 2e et 10e ArmeeKorps de la 16e Armée allemande.
À la jonction du Heeres Gruppe Nord et du Heeres Gruppe Mitte, le général Andrei Eremenko lance sa 1re Armée de choc, ouvre une profonde brèche et pulvérise le front allemand. La 3e Armée de choc entre dans la bataille, pénétrant profondément dans le dispositif de défense allemand, et marche directement sur la petite ville de Kholm et par la suite sur Demiansk qui se trouvent l'une et l'autre encerclées.

## L’encerclement

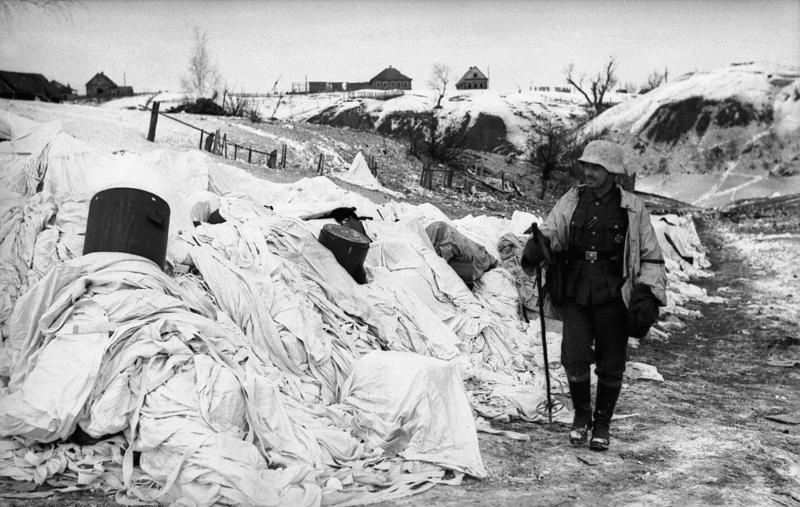
Soldat allemand avec sa veste de camouflage d'hiver passant devant des caissons d'approvisionnement vides, à Kholm, fin janvier - début mai 1942

Le 23 janvier 1942, les chars de la 3e Armée de choc encerclent la ville, défendue par le général Theodor Scherer à la tête d’un Kampfgruppe qui porte son nom et qui se compose d’éléments disparates.
Afin de freiner l’avance des troupes soviétiques, le commandement allemand décide de renforcer la garnison. À cet effet, un terrain d’aviation est construit et, malgré la perte de 27 Junkers Ju 52, le nombre de défenseurs se renforce de :
- 200 chasseurs alpins,
- 2 régiments d’infanterie,
- 1 bataillon de la Luftwaffe.

qui se joignent aux éléments déjà présents :
- 123e Infanterie Division (éléments)
- 218e Infanterie Division (éléments)
- 65e Réserve Polizei Abteilung (éléments)
- 10e MG Abteilung (éléments)[1].

Après l’arrivée des renforts, le Kampfgruppe Scherer se compose d'environ 5 000 combattants, enfermés dans la poche. Ces combattants ne disposent d’aucune artillerie et doivent compter sur les canons de l’Artillerie Regiment 218 et du 536 Artillerie Abteilung qui tirent de l’extérieur de la poche, depuis le front allemand proche.

## Le siège
Le général Theodor Scherer et ses hommes vont tenir pendant 105 jours totalement encerclés et soumis à des attaques soviétiques répétées, surtout en janvier-février et en mai.
Les 5 000 défenseurs sont entourés par la 33e Division d’infanterie et trois brigades d’infanterie indépendantes soviétiques.

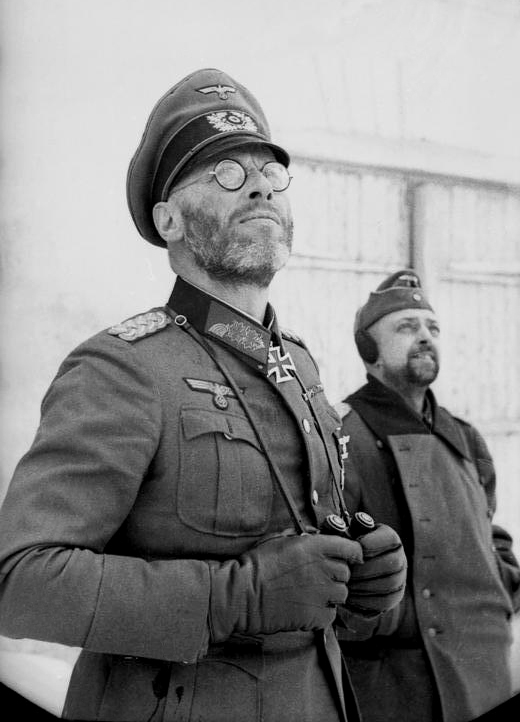
Le generalmajor Theodor Scherer dans la Poche de Kholm

## La fin du siège
Le 1er mai 1942, les Soviétiques se lancent une nouvelle fois à l’assaut, enfoncent le périmètre défensif dans un secteur, mais sont contraints de se replier.
La 318e Infanterie Division, le Groupe Uckermann et un détachement de la 122e Infanterie Division attaquent depuis le sud-ouest afin de briser l’encerclement soviétique. 
 Des groupes de T-34 sont lancés dans la bataille, mais ils sont arrêtés par les Sturmgeschütz du StuG Abteilung 184.
Ce sont eux qui obtiennent le premier contact avec le Kampfgruppe Scherer dans les ruines de la ville, le 5 mai 1942 et mettent fin au siège.
La défense de Kholm a coûté la vie à 1 550 soldats allemands.